# The Elder Scrolls VI
The Elder Scrolls VI é um futuro jogo eletrônico de RPG de ação desenvolvido pela Bethesda Game Studios e publicado pela Bethesda Softworks. Foi anunciado na E3 2018 como sendo o próximo grande projeto a ser lançado pela Bethesda Game Studios, depois de Starfield. É o sexto título da série de jogos The Elder Scrolls seguido por Arena, Daggerfall, Morrowind, Oblivion e Skyrim

## Desenvolvimento
Durante a E3 2018, a Bethesda Game Studios anunciou oficialmente o desenvolvimento de uma sequência da série na conferência de imprensa da Bethesda Softworks, lançando o primeiro teaser trailer. O chefe do estúdio Todd Howard disse que o jogo está nos estágios iniciais de criação, e seu lançamento está previsto após o lançamento de Starfield. Ele também disse em 2020 que "esse é um jogo que precisam desenvolver para as pessoas jogarem por pelo menos uma década", fazendo alusão à conhecida longevidade de The Elder Scrolls V: Skyrim, lançado em 2011.
Phil Spencer, CEO da Xbox Game Studios, afirmou em novembro de 2021 que The Elder Scrolls VI provavelmente será exclusivo para Windows e Xbox Series X/S.
Em abril de 2025, após o lançamento de The Elder Scrolls IV: Oblivion Remastered, Todd Howard alegou de forma breve que, obviamente, estão trabalhando no sexto capítulo da franquia.